# Charles Lamb
Charles Lamb (Londres, 10 de fevereiro de 1775 — Londres, 27 de dezembro de 1834) foi um escritor e literato inglês, mais conhecido por seu Essays of Elia e  o livro infantil Contos de Shakespeare, que ele produziu com sua irmã, Mary Lamb (1764 – 1847).
Ele também escreveu uma série de poemas e fazia parte de um círculo literário na Inglaterra, juntamente com Samuel Taylor Coleridge e William Wordsworth, com quem fez amizade. Lamb tem sido referido por E. V. Lucas, seu principal biógrafo, como "a mais adorável figura na literatura inglesa".
Em 1796, uma loucura súbita atacou a irmã de Lamb, Mary, que chegou a matar a própria mãe. Charles não permitiu que ela fosse recolhida ao manicômio e dedicou-lhe toda a sua vida, na tentativa de fazê-la recobrar a razão. Quando sua irmã melhorava, colaborava com ele na compilação de obras infantis. Mary conviveu com Charles por mais treze anos até ele falecer.
Sua estreia na literatura foi em 1797 com "Poemas em Verso Branco", publicado em colaboração com seus amigos Colerigde e Lloyd. Sua prosa, repassada de humor, é que lhe deu popularidade: "Rosamund Gray", "A Velha Margarida Cega", "John Woodwil", "Mr. H", "Falácias Populares" e outras.
Lamb é citado no livro ficcional A Sociedade Literária e a Torta de Casca de Batata, de Mary Ann Shaffer e Annie Barrows.

## Principais obras
- Blank Verse, poetry, 1798
- A Tale of Rosamund Gray, and old blind Margaret, 1798
- John Woodvil, poetic drama, 1802
- Contos de Shakespeare, 1807
- The Adventures of Ulysses, 1808
- Specimens of English Dramatic poets who lived about the time of Shakespeare, 1808
- On the Tragedies of Shakespeare, 1811
- Witches and Other Night Fears, 1821
- The Pawnbroker's Daughter, 1825
- Eliana, 1867
- Essays of Elia, 1823
- The Last Essays of Elia, 1833